# كنا أصدقاء (مسلسل)
مسلسل كنا أصدقاء هو أحد الأعمال التليفزيونية الدرامية السورية من إنتاج عام 1996.

## قصة المسلسل
تدور أحداث المسلسل في إحدى البلدات السورية وقصة شاب وفتاة يحبان بعضمها لكن القدر فرقهما بسبب ضغوطات الأهل

## أبطال العمل
- عباس النوري
- صباح بركات
- جهاد سعد
- نورمان أسعد
- غسان سلمان
- عدنان بركات
- ثراء دبسي
- هاني الروماني
- سلوى سعيد
- وفاء موصللي
- أنطوانيت نجيب
- أديب قدورة
- ناهد حلبي
- محمد الحريري
- عبدالمولى غميض
- محمد الشيخ نجيب
- لينا حوارنة
- توفيق إسكندر
- تولاي هارون
- نضير لكود
- فاروق الجمعات
- رامز عطا الله
- جمال نصار
- سوسن ميخائيل
- نورا سواج
- نصر شما
- ريم عبد العزيز
- سليم كلاس
- ضيف الشرف
- ظفيرة قطان
- ضيفة الشرف
- دينا خانكان
- فراس حسن
- بري العواني
- ضيف الله مراد
- سائدة الجمال
- ريم الكنج
- أسامة الحسيني